# Могилно
Могилно (пољ. Mogilno) град је у Пољској у Војводству кујавско-поморском. По подацима из 2012. године број становника у месту је био 12 466.

## Становништво
| 1946. | 1960. | 1970. | 1980.  | 2012.  |
| ----- | ----- | ----- | ------ | ------ |
| 5.193 | 7.125 | 8.558 | 10.249 | 12 466 |

## Партнерски градови
- Енгелскирхен